# Hylotrupes bajulus
Hylotrupes bajulus es una especie de coleóptero polífago de la familia de los cerambícidos conocido vulgarmente como escarabajo de la carcoma grande. Es la única especie del género Hylotrupes.
Es de origen paleártico pero ha alcanzado distribución mundial.

## Descripción

### Larva

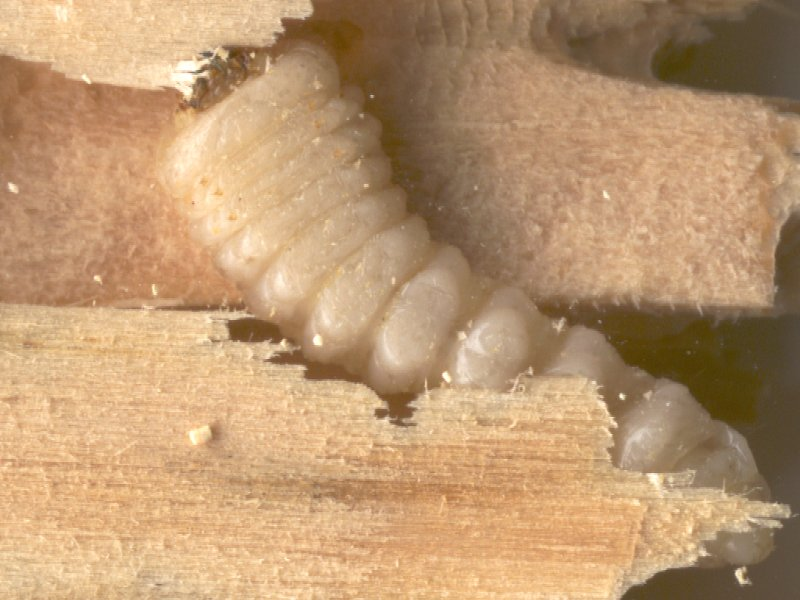
Larva.

Las larvas son de color blanquecino, con mandíbulas con región distal regularmente redondeadas y tres ocelos laterales a cada lado. Frente con el margen anterior simple y patas carentes de tubérculos redondeados.

### Adulto
Los adultos tienen una longitud de 8 a 20 mm y son de color pardo oscuro. Tienen la cabeza, punteada densamente, las antenas pardo rojizas o rojizo oscuras. El tórax se encuentra recubierto por una pubescencia clara, larga y densa. El pronoto, transverso, finamente y disperso sobre el disco.

## Daños
La larva ataca exclusivamente las coníferas, especialmente los pinos.
Se puede reconocer cuando se alimenta desde dentro de una construcción de madera gracias a un característico sonido que produce al morderla, similar al resultante de intentar rasgar la madera con las uñas.
Este insecto ocasiona graves perjuicios en la madera de construcción y carpintería: armaduras de tejados, postes, entarimados, marquetería, etc.